# Óvilág

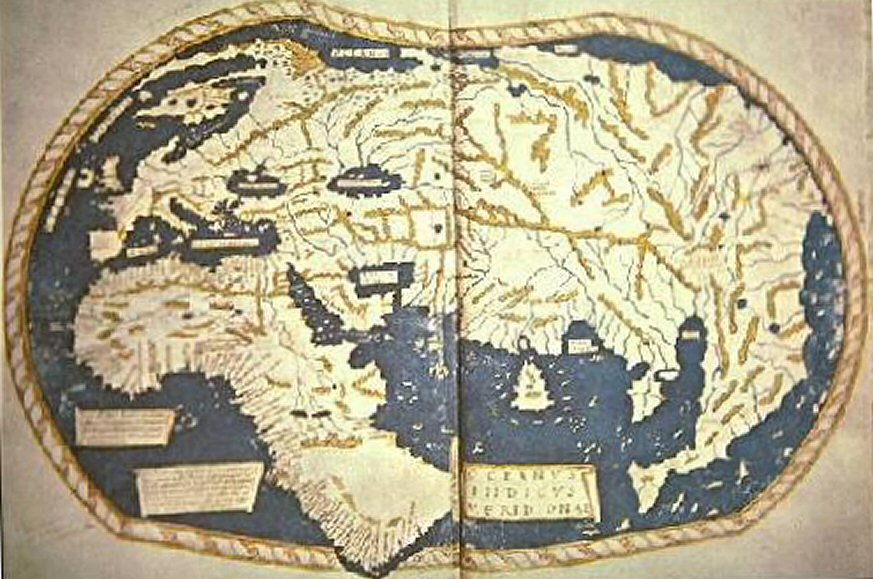
Világtérkép az 1480-1496 közötti évekből

Az Óvilág retronim kifejezés a Földnek azokat a részeit fedi le, amelyek Kolumbusz utazásai előtt ismertek voltak Európában; ide tartozik Európa, Ázsia és Afrika (együttes nevük: Afroeurázsia), és a környező szigetvilág.
Afrika és Ázsia belső területeit, bár nem voltak ismertek a kifejezés eredetekor, de mivel a létezésükről tudtak, az Óvilághoz tartozónak tekintjük őket, ideértve Dél-Afrikát és Japánt is. Ausztrália és az Antarktisz sem az Ó-, sem az Újvilághoz nem tartoznak, mert az „Óvilág”–„Újvilág” felosztás még a felfedezésük előtt történt. Az Újvilágot az Óvilág csak 1492 óta ismeri, annak létéről azelőtt tehát az Óvilágban sehol sem tudtak.